# Long Hard Road Out of Hell
Long Hard Road Out of Hell – singel amerykańskiego zespołu Marilyn Manson nagrany z udziałem Sneaker Pimps na ścieżkę dźwiękową filmu Spawn w reżyserii Marka A.Z. Dippégo. Singel promował teledysk w reżyserii Mathew Rolstona. Grupa Sneaker Pimps nie jest wymieniona w napisach na singlu, jednak znajduje się na albumie filmu.

## Spis utworów
1. "Long Hard Road Out of Hell"
2. "Long Hard Road Out of Hell" (Critter Remix)
3. "Long Hard Road Out of Hell" (Instrumental)
4. "Kick the P.A." (instrumental) (Korn & the Dust Brothers)

## Teledysk
Teledysk w reżyserii Mathew Rolstona uznany został za zbyt kontrowersyjny i nie dopuszczono go do emisji w większości stacji telewizyjnych. W teledysku lider grupy w części scen występuje nago, członkowie zespołu przyjmują też pozy świętych, a sam Manson jest stylizowany na Matkę Boską.